# Yatterman (pel·lícula)
Yatterman (ヤッターマン, Yattāman) és una pel·lícula de comèdia d'acció japonesa de 2009 dirigida per Takashi Miike i basada en l'anime televisiu del mateix nom. La pel·lícula es va estrenar al Japó el 7 de març de 2009. La pel·lícula va ser estrenada en DVD i Blu-ray Disc al Regne Unit per Eureka el 12 de maig de 2012, mentre que Discotek Media va estrenar la pel·lícula a Amèrica del Nord el 2013.

## Argument
A Tokyoko, una ciutat fictícia que llueix diversos homenatges a les obres de Tatsunoko Production, la banda de Doronbo sembla que ha destruït gran part de la ciutat. L'heroic duo Yatterman fa la seva entrada amb Yatterwoof (Yamadera, veu), un meha sensible amb forma de gos i Toybotty (Takahashi, veu), el seu company robot. Després d'una sèrie d'escenes de combat a clatellades, el trio Doronbo fuig de tornada al seu meca per derrotar a Yatterwan. Animant la seva primera victòria, els vilans van colpejar accidentalment el botó d'autodestrucció del meca. Quan el caos s'aclareix, una adolescent surt de les ruïnes amb un objecte blau a les mans.
El Narrador (Yamadera) explica que Gan Takada (també conegut com Yatterman #1, Sakurai) i la seva xicota, Ai Kaminari (també conegut com Yatterman #2, Fukuda), viuen una doble vida com a herois de lluita contra el crim. Es basen en els Takada Toys, fundada pel pare de Gan. Gan va construir Toybotty i Yatterwoof, aquest últim un pla abandonat del seu pare. La noia que van trobar a les ruïnes era Shoko Kaieda (Okamoto), filla del doctor Kaieda (Abu), un arqueòleg. El tros de pedra blava que porta Shoko és una part de la Pedra del crani, un objecte llegendari que ara es divideix en quatre peces. El Dr. Kaieda, que fa una recerca per trobar-los, és atacat al bosc de Narway per Skullobey (Takeguchi), un ésser vestit de negre amb un crani sobredimensionat.
A continuació es presenta el Trio Doronbo. La colla inclou Doronjo, la sexy cap femenina; Boyacky (Namase), el geni meca intel·ligent però lasciu; i Tonzra, l'home fort llaminer, que parla kansai-ben. Skullobey els envia ordres de trobar les peces de la Pedra del Crani i els castigarà si fracassen. El trio obre una botiga de noces anomenada "Doro Merry" per recaptar diners per construir un nou meca: el Bridesmaidiot (バージンローダー, Bājin Rōdā, Virgin Roader), una construcció d'aspecte molt femení. Arriba un crani robot per lliurar el missatge de Skullobey: una altra pedra és a Ogypt, i el trio Doronbo l'ha de trobar sense perdre en Shoko. El crani s'autodestrueix. Desconegut pel trio, Toybotty és testimoni de tot i informa a Gan i Ai. El duet es transforma en Yatterman i marxa cap a Ogypt. Quan el grup descobreix la peça que falta, els dolents arriben a l'escena. Tornen a utilitzar el seu meca per danyar Yatterwoof. Després de consumir una Mecanade llançada per Gan, el robot gos allibera un eixam de robots formigues que destrueixen la dama d'honor, arrossegant a Yatterwoof amb ell.
De tornada a casa, en Gan intenta reconstruir Yatterwoof mentre Ai, gelosa de Shoko i Doronjo, surt a passejar. El trio rep un altre missatge que una altra peça de la pedra es troba a les Halps Sud. Aleshores es revela que Skullobey vol Doronjo per a ell. Mentrestant, coses d'arreu del món comencen a desaparèixer, i abans que pugui dir la veritat darrere de les peces de la Pedra del Crani, Toybotty, que ha estat analitzant la Pedra, també desapareix. Ai descobreix una altra estafa dels dolents, que implica un restaurant de sushi, per recaptar diners per al seu nou robot, un calamar gegant. També escolta que l'última peça està amagada a les Halps del Sud. Aleshores, el trio Doronbo va marxar en un meha Squid.
En tornar a la base, Gan llegeix l'anàlisi feta per Toybotty abans que desaparegués: les peces del crani, reunides de nou, destruiran el propi flux del temps, provocant la desaparició de totes les coses. L'única manera d'aturar això és destruir la Pedra quan les peces es tornin a reunir. El duet de Yatterman marxa amb Shoko muntant Yatterking, un Yatterwoof millorat. El trio troba la peça final. Quan arriben els herois, Skullobey els envolta en una cúpula gegant plena de mecanismes de rellotgeria. Doronjo destrueix Ai per forçar el duo Yatterman a separar-se, només per descobrir finalment el veritable amor entre Gan i Ai.
Shoko s'adona que Skullobey ha posseït el seu pare i, gràcies a les seves súpliques, el Dr. Kaieda és capaç d'alliberar-se de Skullobey i revelar la seva veritable forma. Lluitant de nou com a unitat, Yatterman #1 i #2 s'uneixen amb una colla Doronbo reformada, derroten a Skullobey i l'atrapen a l'altre món. Més tard, Gan i Ai s'acomiaden de la Shoko i el seu pare, que marxen per explorar el món una mica més mentre la Colla Doronbo segueix camins separats, però com que els seus camins es tornen a reunir en una única carretera, es retrobaran.

## Repartiment
- Shō Sakurai om a Gan "Gan-chan" Takada, un mecànic expert i fill d'un fabricant de joguines.[2][3]
- Saki Fukuda com Ai "Ai-chan" Kaminari, la xicota de Gan Takada i filla d'un electricista[3][4]
- Chiaki Takahashi com la veu de Toybotty, el robot de Gan Takada.
- Kyoko Fukada com a Doronjo, l'atractiva i intel·ligent líder de la Colla Dorombo.[5][6]
- Kendo Kobayashi com a Tonzura, l'home fort baix i musculós de la Dorombo Gang[6]
- Katsuhisa Namase com a Boyacky, el mecànic alt i prim però lascivo de la Colla Dorombo.[6]
- Junpei Takiguchi com a veu de Skullobey, el cap de la Dorombo Gang.
- Anri Okamoto com a Shoko Kaieda, la filla del Dr. Kaieda que té part de la Pedra del Crani.
- Sadao Abe com el Dr. Kaieda, un arqueòleg i pare de Shoko Kaieda que està buscant les peces de les peces de la Pedra del Crani.
- Kōichi Yamadera com a Yatterwoof, Yatterking, Odate-Buta, el narrador i un empleat del parc d'atraccions.
- Noriko Ohara, Kazuya Tatekabe i Hiroshi Sasagawa fan aparicions com a clients del restaurant dirigit per Dorombo Gang.

## Recepció
El cap de setmana del seu llançament va encapçalar la taquilla japonesa amb 4.626.729 dòlars. Va ser un èxit comercial al Japó i va guanyar 30,4 milions de dòlars (3,14 mil milions ¥). La pel·lícula en si , però, ha rebut crítiques generalment diverses.